# Угрехелидзе, Виктор Сикоевич
Виктор Сикоевич Угрехелидзе (груз. უგრეხელიძე, ვიქტორ სიკოევიჩი; 1894, село Окуреши, Лечхумский уезд, Кутаисская губерния, Российская империя — неизвестно, село Окуреши, Цагерский район, Грузинская ССР) — звеньевой колхоза «Цинсвла» («Прогресс») Окурешского сельсовета Цагерского района, Грузинская ССР. Герой Социалистического Труда (1949).

## Биография
Родился в 1894 году в крестьянской семье в селе Окуреши Лечхумского уезда. С раннего возраста трудился в сельском хозяйстве. В послевоенные годы возглавлял виноградарское звено в колхозе «Цинсвла» Цагерского района.
В 1948 году звено под его руководством собрало в среднем с каждого гектара по 101,9 центнера винограда на участке площадью 3,3 гектара. Указом Президиума Верховного Совета СССР от 9 августа 1949 года удостоен звания Героя Социалистического Труда за «получение высоких урожаев винограда в 1948 году» с вручением ордена Ленина и золотой медали «Серп и Молот» (№ 4391).
После выхода на пенсию проживал в родном селе Окуреши. С 1968 года — персональный пенсионер союзного значения. Дата смерти не установлена.